# Бад-Гандерсхайм
Бад-Гандерсхайм (нем. Bad Gandersheim, н.-нем. Ganderssen) — город в Германии, в земле Нижняя Саксония.
Входит в состав района Нортхайм. Население составляет 10 313 человек (на 31 декабря 2010 года). Занимает площадь 9,049 км². Официальный код — 03 1 55 001.
| Год  | Население |
| ---- | --------- |
| 1990 | 11 141    |
| 1995 | 11 616    |
| 2000 | 11 377    |
| 2005 | 11 026    |
| 2010 | 10 469    |

## Известные уроженцы
- Фердинанд Бёме (1815—1884) — скрипач и композитор
- Неринг, Альфред (1845—1904) — зоолог и палеонтолог.